# Paul Fuschillo
Paul Fuschillo (sinh ngày 20 tháng 10 năm 1948) là một cầu thủ bóng đá nghiệp dư người Anh thi đấu ở vị trí hậu vệ.

## Sự nghiệp
Fuschillo thi đấu bóng đá non-league cho Wycombe Wanderers; ông cũng có 28 lần ra sân ở Football League cho Blackpool và Brighton & Hove Albion.
Fuschillo cũng là thành viên của đội tuyển Anh không thể tham dự Thế vận hội Mùa hè 1972.